# 250. pr. n. št.
250. pr. n. št. je peto desetletje v 3. stoletju pr. n. št. med letoma 259 pr. n. št. in 250 pr. n. št.. 

## Dogodki
- Grčija: Arhimed odkrije zakone hidrostatike[navedi vir]